# 도척 나들목
도척 나들목(Docheok IC)은 경기도 광주시 도척면 유정리에 설치된 수도권제2순환고속도로의 6번 나들목이다. 2022년 3월 21일에 개통되었다.

## 연혁
- 2016년 12월 27일 : 이천 ~ 오산고속도로 신설을 위해 광주시 도시계획시설 교통광장에 도척면 유정리 일원을 도척 나들목으로 고시[1]
- 2022년 3월 21일 : 수도권제2순환고속도로 동탄 ~ 곤지암 구간 개통과 함께 통행 개시[2]

## 구조물 정보
- 위치 : 경기도 광주시 도척면 유정리

- 영업소: 경기도 광주시 도척면 도척로 737

## 접속하는 도로
- 국가지원지방도 제98호선 (도척로)